# Viens vite
Singles de Daniel Balavoine
Évelyne et moi
(1975)
Singles par Daniel Balavoine
Aimer est plus fort que d'être aimé
(1986) Frappe avec ta tête
(1989)
Viens vite est une chanson écrite, composée et interprétée par Daniel Balavoine en 1973.

## Genèse et sortie
En 1971, Daniel Balavoine enregistre son premier 45 tours avec le groupe Présence, Le Jour s'est levé, mais est boudé par les radios et par le public (247 exemplaires vendus). Il quittera le groupe l'année suivante mais reste chez les Disques Vogue, qui avait signé Présence pour Le Jour s'est levé, afin d'enregistrer son premier 45 tours en solo, qui contient Viens vite et sa face B, Lire un livre. Le single est toutefois un autre échec commercial et les trois autres chansons de Balavoine à la même époque restent inédits.
Entre-temps, Daniel Balavoine a signé chez Barclay et rencontre enfin le succès avec Le Chanteur à la fin de l'année 1978, qui ne le quittera plus jusqu'au décès tragique du chanteur, le 14 janvier 1986. À la suite du décès de Balavoine, Vogue sort une compilation regroupant les cinq titres de Balavoine enregistrés en solo ainsi que les deux titres enregistrés avec le groupe Présence. Parallèlement, Viens vite est rééditée en 45 tours avec un titre supplémentaire.